# Marco Méndez
Marco Aníbal Méndez Ramírez (ur. 1 października 1976 w Uruapan, w stanie Michoacán) – meksykański aktor i model. Znany w Polsce z ról w telenowelach: Cena marzeń, Serce z kamienia i Triumf miłości.

## Życiorys
Studiował architekturę w Instituto Tecnológico i pracował jako model, zanim w latach 1999-2001 poznawał tajniki aktorstwa w Centro de Educación Artística (CEA) przy Televisa. Debiutował na małym ekranie w telenoweli Salome (Salomé, 2001). Wziął udział w filmach kinowych takich jak thriller erotyczny Grzeszna miłość (Original Sin, 2001) z udziałem Antonia Banderasa i Angeliną Jolie, czarna komedia Mexican (The Mexican, 2001) z Bradem Pittem i Julią Roberts, dramat biograficzny Frida (2002) u boku Salmy Hayek oraz dreszczowiec Ślepa gorączka (Blind Heat, 2002) z Marią Conchitą Alonso.
Wystąpił także programie Viñetas Coca Cola. W telenoweli Muchachitas como tú (2007) pojawił się jako instruktor tańca Joaquín.

## Filmografia

### filmy
- 2001: Grzeszna miłość (Original Sin)
- 2001: Mexican (The Mexican)
- 2002: Ślepa gorączka (Blind Heat)
- 2002: Frida
- 2004: Cena marzeń (Rubí... La descarada, TV) jako Luis Duarte

### telenowele
- 2001: Mujer, casos de la vida real
- 2001: Salome (Salomé) jako León
- 2002: Salome (Salomé) jako León
- 2002: Las Vías del amor jako Oscar Méndez
- 2004: Serce z kamienia (Mujer de madera) jako Alberto
- 2004: Amar otra vez jako Gonzalo
- 2004: Cena marzeń (Rubí) jako Luis Duarte López
- 2005: Contra viento y marea jako Renato
- 2006: Brzydula Betty (Ugly Betty) jako chłopak w TV
- 2006: La Verdad oculta jako Carlos Ávila
- 2007: Muchachitas como tú jako Joaquín
- 2008: Rywalka od serca (Querida enemiga) jako Bruno
- 2010: Triumf miłości (Triunfo del amor) jako Fabian Duarte
- 2011-2012: Zakazane uczucie (La que no podia Amar) jako Esteban